# The Kids Are Alright (album The Who)
The Kids Are Alright è un album discografico dal vivo del gruppo rock britannico The Who, pubblicato nel 1979 come colonna sonora del film-documentario omonimo.

## Descrizione
L'album raccoglie prevalentemente versioni live dei brani del gruppo, molti dei quali utilizzati nell'omonimo documentario diretto da Jeff Stein. Ad esempio il brano Anyway, Anyhow, Anywhere è la versione eseguita nel programma televisivo Ready Steady Go! nel 1965 mentre I Can't Explain venne registrata nei Twickenham Film Studios lo stesso anno; i brani Sparks, Pinball Wizard e See Me, Feel Me provengono dall'esibizione del gruppo al Festival di Woodstock nel 1969.

## Tracce
Tutte le tracce sono state scritte e composte da Pete Townshend, eccetto dove indicato.
1. My Generation – 4:32
2. I Can't Explain – 2:01
3. Happy Jack – 2:13
4. I Can See for Miles – 4:19
5. Magic Bus – 3:23
6. Long Live Rock – 3:58
7. Anyway, Anyhow, Anywhere – 2:50 (Pete Townshend, Roger Daltrey)
8. Young Man Blues – 5:46 (Mose Allison)
9. My Wife – 6:07 (John Entwistle)
10. Baba O'Riley – 5:29
11. A Quick One, While He's Away – 7:32
12. Tommy Can You Hear Me? – 1:47
13. Sparks – 3:01
14. Pinball Wizard – 2:48
15. See Me, Feel Me – 5:27
16. Join Together/Road Runner/My Generation Blues (Medley) – 9:55 (Pete Townshend, Ellas McDaniel)
17. Won't Get Fooled Again – 9:58

## Formazione
- Roger Daltrey – voce, armonica, tamburello
- Pete Townshend – chitarra, sintetizzatore, voce
- John Entwistle – basso, voce
- Keith Moon – batteria, percussioni